# Melanoplus elaphrus
Melanoplus elaphrus är en insektsart som beskrevs av Strohecker 1963. Melanoplus elaphrus ingår i släktet Melanoplus och familjen gräshoppor. Inga underarter finns listade i Catalogue of Life.